# Edoid jezici
Edoid jezici (privatni kod: edid), podskupina benue-kongoanskih jezika koja obuhvaća (33) jezika iz Nigerije. Predstavnici su
a) Delta (3): degema, engenni, epie;
b) sjever-centar (15): 
b1. Edo-Esan-Ora (4): edo, emai-iuleha-ora, esan, ibilo;
b2. Ghotuo-Uneme-Yekhee (9): enwan), ghotuo, igwe, ikpeshi, ivbie north-okpela-arhe, ososo, sasaru, uneme, yekhee;
ihievbe;
uokha,
c) Sjeverozapadni (10): 
c1. Osse (4): ehueun, iyayu, uhami,  ukue;
c2. južni (5): akuku, idesa, okpamheri, okpe, oloma;
aduge,
d) Jugozapadni (5): eruwa, isoko, okpe, urhobo, uvbie.

## Vanjske poveznice
- Ethnologue (14th)
- Ethnologue (15th)